# Bo Andersson (militär)
Bo Allan Andersson, född 20 juni 1950 i Vikingstads församling i Östergötlands län, är en svensk militär.

## Biografi
Andersson avlade marinofficersexamen vid Kungliga Sjökrigsskolan 1973 och utnämndes samma år till löjtnant vid Karlskrona kustartilleriregemente. År 1976 befordrades han till kapten och överfördes till Älvsborgs kustartilleriregemente, varefter han befordrades till major 1983. Han gick Allmänna kursen vid Militärhögskolan 1980 och Högre kursen där 1983–1985 och befordrades till överstelöjtnant 1988. Han var sektionschef tillika bataljonschef vid Västkustens marinkommando 1993–1994 och befordrades 1994 till överstelöjtnant med särskild tjänsteställning.
Åren 1996–1998 var han chef för Göteborgs marinbrigad med Älvsborgs kustartilleriregemente (från och med den 1 januari 1998 kallat bara Älvsborgs kustartilleriregemente). Han var därefter sektionschef i Högkvarteret 1998–1999. År 1999 befordrades han till överste och var stabschef vid Försvarsmaktens underhållscentrum 1999–2000, varpå han var chef för Älvsborgs amfibieregemente 2000–2003. Åren 2004–2005 var han marinens chefsutvecklare i Högkvarteret och 2005–2007 chef för Försvarsmaktens sjukvårdscentrum (från och med 2007 namnändrat till Försvarsmedicincentrum).